# Designador de referència

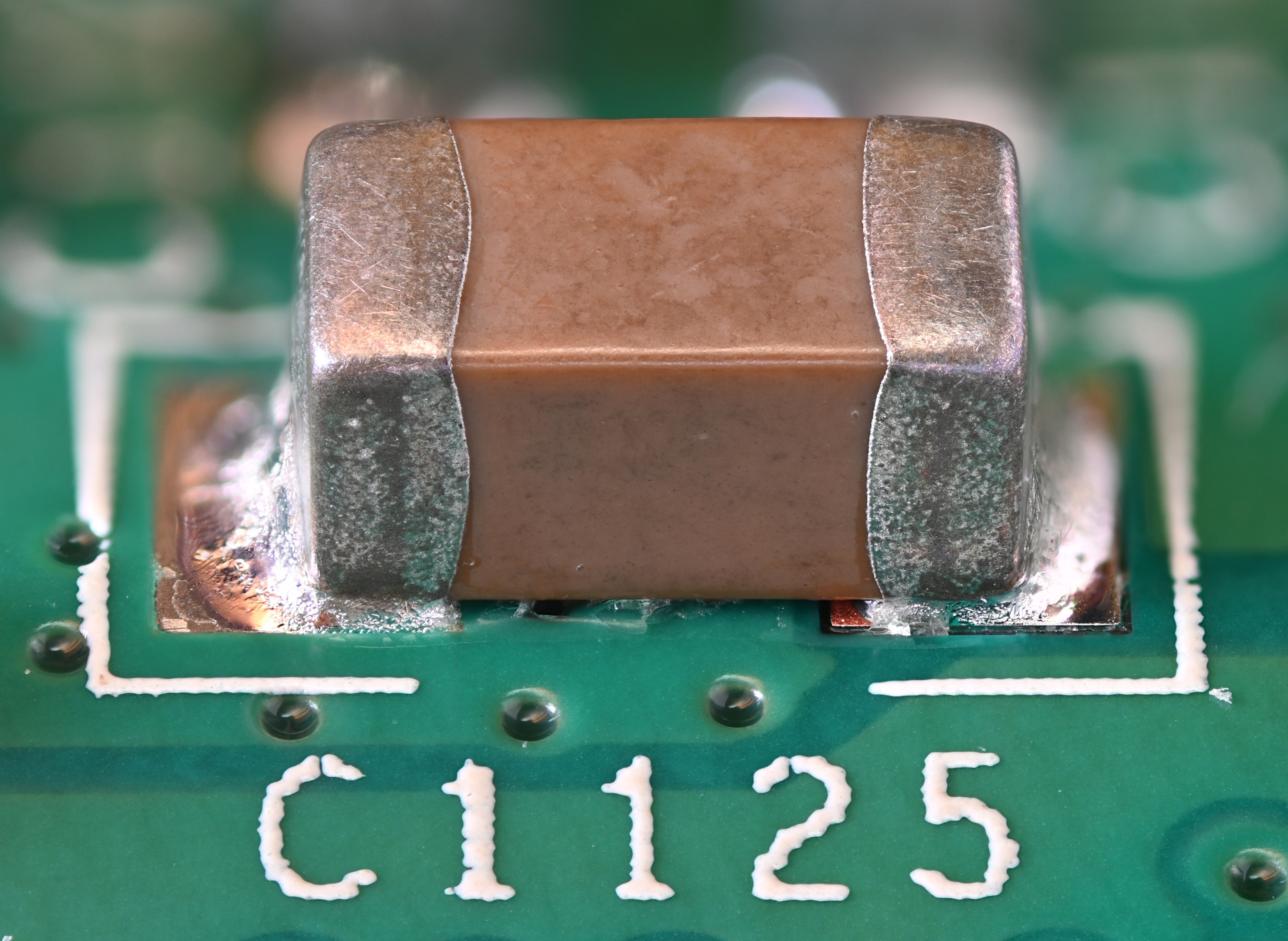
Exemple de condensador SMD muntat en PCB amb designador C1125.

Un designador de referència identifica sense ambigüitats la ubicació d'un component dins d'un esquema elèctric o en una placa de circuit imprès. El designador de referència normalment consta d'una o dues lletres seguides d'un número, p R13, C1002. El número de vegades va seguit d'una lletra, que indica que els components s'agrupen o coincideixen entre si, p R17A, R17B. IEEE 315 conté una llista de lletres de designació de classe per utilitzar-les per a conjunts elèctrics i electrònics. Per exemple, la lletra R és un prefix de referència per a les resistències d'un conjunt, C per als condensadors, K per als relés.

## Història
IEEE 200-1975 o "Standard Reference Designations for Electrical and Electronics Parts and Equipments" és un estàndard que es va utilitzar per definir sistemes de denominació de referència per a col·leccions d'equips electrònics. IEEE 200 es va ratificar el 1975. L'IEEE va renovar l'estàndard a la dècada de 1990, però el va retirar del suport actiu poc després. Aquest document també té un número de document ANSI, ANSI Y32.16-1975.
Aquest estàndard codificava informació, entre altres fonts, d'un estàndard militar dels Estats Units MIL-STD-16 que es remunta almenys als anys 50 a la indústria nord-americana.
Per substituir IEEE 200–1975, ASME, un organisme de normalització per a enginyers mecànics, va iniciar el nou estàndard ASME Y14.44-2008. Aquest estàndard, juntament amb IEEE 315–1975, ofereix al dissenyador elèctric una guia sobre com fer referència i anotar correctament tot, des d'una sola placa de circuits fins a una col·lecció de carcassa completa.

## Definició
ASME Y14.44-2008 i IEEE 315-1975 defineixen com fer referència i anotar components dels dispositius electrònics.
Desglossa un sistema en unitats i després qualsevol nombre de subconjunts. La unitat és el nivell de demarcació més alt d'un sistema i sempre és un numeral. Les demarcacions posteriors s'anomenen assemblees i sempre tenen la lletra de classe "A" com a prefix seguida d'un número seqüencial que comença per 1. Es pot definir qualsevol nombre de subconjunts fins a arribar finalment al component. Tingueu en compte que IEEE-315-1975 defineix lletres de designació de classe separades per a conjunts separables (designació de classe 'A') i conjunts inseparables (designació de classe 'U'). Els conjunts inseparables — és a dir, "articles que normalment es reemplacen com un únic article de subministrament" — normalment es tracten com a components en aquest esquema de referència.
La taula següent enumera els designadors que s'utilitzen habitualment i no necessàriament compleixen els estàndards.
| Designador | Tipus de component |
| ---------- | --- |
| A          | Conjunt o subconjunt separable (per exemple, conjunt de circuit imprès) |
| AT         | Atenuador o aïllador |
| BR         | Pont rectificador |
| BT         | Bateria |
| C          | Condensador |
| CN         | Xarxa de condensadors |
| D, CR      | Díode (tots els tipus, inclòs LED), tiristor |
| DL         | Línia de retard |
| DS         | Pantalla, font de llum general, llum, llum de senyal |
| F          | Fusible |
| FB         | Perla de ferrita |
| FD         | Fiducial |
| FL         | Filtre |
| G          | Generador o oscil·lador |
| GN         | Xarxa general |
| H          | Maquinari, per exemple, cargols, femelles, volanderes |
| HY         | Circulador o acoblador direccional |
| IR         | Díode infrarojo |
| J          | Jack (connector menys mòbil d'un parell de connectors), connector jack (el connector pot tenir contactes de pin "mascle" i/o contactes de presa "femella") |
| JP         | Jumper (pont) |
| K          | Relé o contactor |
| L          | Inductor o bobina o perla de ferrita |
| LS         | Altaveu o timbre |
| M          | Motor |
| MK         | Micròfon |
| MP         | Peça mecànica (inclosos cargols i fixacions) |
| OP         | Opto-aïllador |
| P          | Endoll (connector més mòbil d'un parell de connectors), connector d'endoll (el connector pot tenir contactes de pin "mascle" i/o contactes de presa "femella") |
| PS         | Font d'alimentació |
| Q          | Transistor (tots tipus) |
| R          | Resistència |
| RN         | Xarxa de resistències |
| RT         | Termistor |
| RV         | Varistor, resistència variable |
| S, SW      | Interruptor (tots els tipus, inclosos els botons) |
| T          | Transformador |
| TC         | Termoparell |
| TP         | Punt de prova |
| TUN        | Sintonitzador |
| U          | Circuit integrat (IC) |
| V          | Tub de buit |
| VR         | Regulador de tensió (referència de tensió), resistència variable (potenciómetre o reòstat) |
| X          | Connector d'endoll per a un altre element que no sigui P o J, emparellat amb el símbol de la lletra d'aquest article (XV per a l'endoll del tub de buit, XF per al portafusibles, XA per al connector del conjunt del circuit imprès, XU per al connector del circuit integrat, XDS per a l'endoll de llum, etc.) |
| XTAL       | Cristall |
| Y          | Cristall o oscil·lador |